# Lijst van Joodse begraafplaatsen in Zeeland
Dit is een lijst van Joodse begraafplaatsen in de Nederlandse provincie Zeeland. Voorwaarde voor opname op de lijst is dat er op de begraafplaats in kwestie nog ten minste één grafsteen aanwezig is.
| Plaats     | Straat                     | Aantal grafstenen | Toegankelijkheid     | Afbeelding |
| ---------- | -------------------------- | ----------------- | -------------------- | ---------- |
| Goes       | Geldeloozepad              | 15                | Tijdens openingsuren |            |
| Middelburg | Jodengang (Sefardisch)     | 93                | Afgesloten           |            |
| Middelburg | Walensingel (Asjkenazisch) | 347               | Afgesloten           |            |
| Vlissingen | Julianalaan                | 24                | Vrij toegankelijk    |            |
| Vlissingen | President Rooseveltlaan    | 26                | Tijdens openingsuren |            |
| Zierikzee  | Grachtweg                  | 21                | Afgesloten           |            |